# Резник, Фёдор Григорьевич
Фёдор Григорьевич Резник (19 июня 1920, Любимовка, Мелитопольский уезд, Украинская Народная Республика — 19 июля 1943, Новые Турьи, Троснянский район) — старший сержант гвардии Рабоче-крестьянской Красной Армии, участник Великой Отечественной войны, Герой Советского Союза (1943).

## Биография
Фёдор Резник родился 19 июня 1920 года в селе Любимовка (ныне — Квитковое). Окончил среднюю школу. В 1939 году Резник был призван на службу в Рабоче-крестьянскую Красную Армию. С августа 1942 года — на фронтах Великой Отечественной войны.
К июлю 1943 года гвардии старший сержант Фёдор Резник командовал орудием 167-го гвардейского лёгкого артиллерийского полка (3-й гвардейской лёгкой артиллерийской бригады, 1-й гвардейской артиллерийской дивизии прорыва РГК, 70-й армии, Центрального фронта). Отличился во время Курской битвы. 8 июля 1943 года расчёт Резника в бою у села Самодуровка Поныровского района Курской области уничтожил 2 танка и большое количество солдат и офицеров противника. 10 июля в бою у села Молотычи Фатежского района той же области Резник с товарищами уничтожил ещё 3 танка противника. 19 июля 1943 года Резник погиб в бою у деревни Новые Турьи Троснянского района. Похоронен в братской могиле в посёлке Тросна Троснянского района Орловской области.

## Награды
Указом Президиума Верховного Совета СССР от 8 сентября 1943 года за «образцовое выполнение боевых заданий командования на фронте борьбы с немецкими захватчиками и проявленные при этом мужество и героизм» гвардии старший сержант Фёдор Резник посмертно был удостоен высокого звания Героя Советского Союза. Также был награждён орденом Ленина и двумя орденами Красной Звезды.

## Семья
- Отец — Григорий Фёдорович Резник[5].
- Сестра — Клавдия Григорьевна Рыбка[3].

## Память
В честь Резника установлен его бюст в Квитковом. После 2000 года бюст перенесли в село Балашово и установили рядом с памятником солдатам Великой Отечественной войны. Установка была совершена В. Е. Власовым.